# 井上起久子

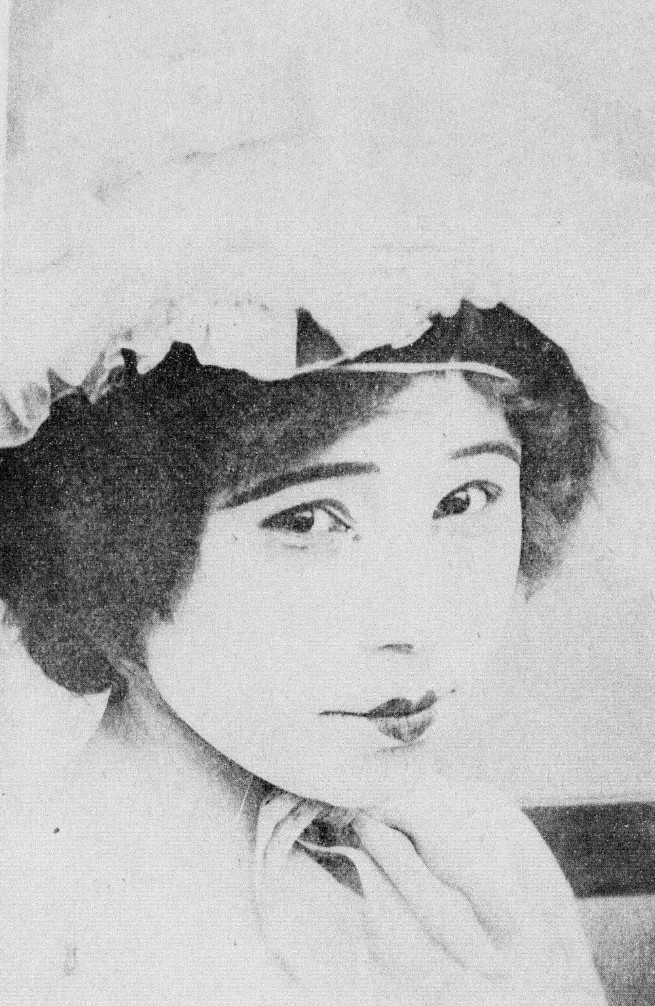
井上起久子（1919年）

井上 起久子（いのうえ きくこ、1892年（明治25年）4月25日 - 不明）は日本の歌手、音楽指導者。歌手としては大正期から昭和戦前期にかけて、オペラ、歌謡曲、ジャズ、童謡など、幅広いジャンルで活動した。戦後は長らく音楽教室を主宰し後進の育成に努めた。

## 経歴
1892年（明治25年）4月25日に愛媛県西条町で生まれる。
西条高等女学校を経て、1914年（大正3年）に女子音楽学校卒業。小学校などでの音楽教師を経て帝国劇場洋劇部の第一期生としてイタリア人舞踏家ジョヴァンニ・ヴィットーリオ・ローシーに師事した。同年夏に帝国劇場にてオペラ歌手として初舞台を踏み、帝劇が財政難のためオペラから撤退した後は、ローシーに従って彼の設立したローヤル館で演じた。ローシーの離日後は根岸大歌劇団に所属するなど浅草オペラで活躍した。
1923年（大正12年）、関東大震災で浅草オペラが壊滅的被害を受け、活動の場を大阪に移し、歌謡曲やジャズのレコードを録音し、「大阪のジャズの女王」と呼ばれた。レコード歌謡業界で独走する日本ビクターに対するコロムビア（現・日本コロムビア）が黒田進と共に歌手の中心的な扱いをしていた。「大阪行進曲」など、大阪を代表するご当地ソングで知られた他、「井上ます子」の変名で「青い目の人形」などの童謡も録音した。1931年（昭和6年）、タイヘイレコードなどで「キッス・OK」などのエロ歌謡なども吹き込んでいる。
歌手としての活動に加え、大阪では松竹歌劇団の合唱指導を行い、1933年（昭和8年）には「岸里音楽院」を設立し、戦後も長らく指導を継続した。